# NGC 4116
NGC 4116 (również PGC 38492 lub UGC 7111) – galaktyka spiralna z poprzeczką (SBc), znajdująca się w gwiazdozbiorze Panny. Odkrył ją 6 marca 1851 roku Bindon Stoney – asystent Williama Parsonsa.